# Buena Vista Río Nuevo 1.ª Sección
Buena Vista Río Nuevo 1.ª Sección es una localidad del municipio de Centro ubicado en la subregión centro del estado mexicano de Tabasco.

## Geografía
La localidad de Buena Vista Río Nuevo 1.ª Sección se sitúa en las coordenadas geográficas 17°57′33″N 93°04′26″O / 17.959167, -93.073889, a una elevación de 10 metros sobre el nivel del mar.

## Demografía
Según el Conteo de Población y Vivienda 2020, efectuado por el Instituto Nacional de Estadística y Geografía, la localidad de Buena Vista Río Nuevo 1.ª Sección tiene 6,365 habitantes, de los cuales 3,132 son del sexo masculino y 3,233 del sexo femenino. Su tasa de fecundidad es de 2.11 hijos por mujer y tiene 1,792 viviendas particulares habitadas.
| Gráfica de evolución demográfica de Buena Vista Río Nuevo 1.ª Sección entre 1930 y 2020 |
|                                                                                         |
| INEGI.                                                                                  |